# Gerardus Majellakerk (Tilburg)
De Gerardus Majellakerk (ook Sint-Gerardus Majellakerk of Trouwlaankerk) is een rooms-katholieke kerk langs de Zuid-Tilburgse Wassenaerlaan. De kerk is opgedragen aan Gerardus Majella, die in 1904 heilig is verklaard, en behoort tot de parochie De Goede Herder sinds haar oprichting in 2012.
De uit 1923 stammende kerk is in het midden van een destijds nieuwe arbeiderswijk gebouwd en is ontworpen door Joseph Cuypers met hulp van zijn zoon Pierre Cuypers jr. De Gerardus Majellakerk was oorspronkelijk de parochiekerk van een gelijknamige parochie. Tien jaar na de opening werd de kerk geconsecreerd door de bisschop. In de jaren 60 werd de kerk kapucijns en in 1988 werd het een bedevaartsoord voor de heilige pater Pio.
De Gerardus Majellakerk bestaat uit baksteen en heeft een houten dak bedekt met dakpannen. De kerk heeft de plattegrond van een basiliek met een groot schip met zijbeuken aan beide kanten en een priesterkoor. Het schip bevat sinds een verbouwing in 1988 een afgescheiden ruimte, waar zich een ontmoetingszaal en een aan pater Pio gewijde kapel bevinden. De pastorie staat naast de kerk en is gelijktijdig gebouwd.

## Geschiedenis

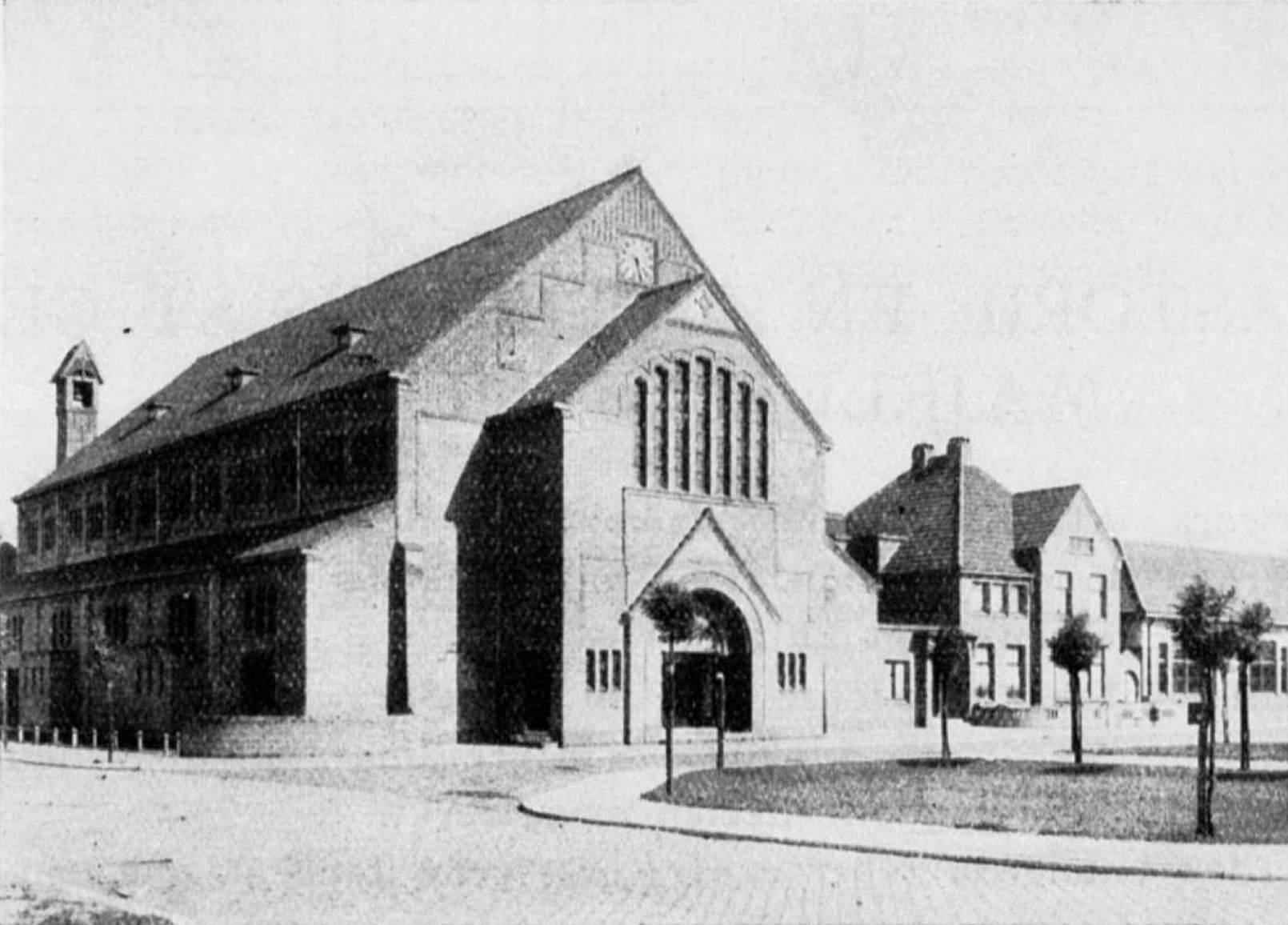
De kerk en de pastorie kort na de voltooiing in 1923

### Opening en inwijding
De Gerardus Majellakerk opende haar deuren op 3 mei 1923. Toen rond die tijd een nieuwe arbeiderswijk ten zuiden van het centrum van Tilburg met ongeveer 400 huizen werd gebouwd, had deze een kerk nodig. Het midden van de wijk werd daarom vrijgelaten voor de kerk, een jongens- en meisjesschool en een verenigingsgebouw. Een straat liep recht naar de ingang van de kerk en er werd een plein aangelegd vóór de nieuwe kerk.
In 1921 werd de parochie "St. Gerardus Majella" opgericht en werd Piet Vroomans de bouwpastoor. Hij had het jaar daarvoor architect Joseph Cuypers ingeschakeld om de toekomstige kerk te ontwerpen. Hij kreeg bij het ontwerp hulp van zijn zoon Pierre Cuypers jr.. Een bouwvergunning werd aangevraagd in augustus 1921. Pastoor Vroomans overleed tijdens de bouw in 1922 en werd opgevolgd door Adrianus Verschure, die verantwoordelijk werd voor de verdere bouw van de Gerardus Majellakerk. Verschure koos kunstenaar Piet Gerrits om de aankleding en de meubilering te verzorgen. De twee kerkklokken, gemaakt door Klokkengieterij Eijsbouts, werden een week voor de opening ingewijd voordat ze op hun plaats werden gehangen. De grootste klok kreeg de naam "Petrus" naar de overleden Pastoor Vroomans.
Het duurde ruim tien jaar voordat de kerk werd geconsecreerd door bisschop Arnold Diepen in oktober 1933. De muurschilderingen met passages uit de Bijbel door Piet Gerrits boven het priesterkoor waren kort daarvoor voltooid. De bisschop kwam een dag voor de inwijding aan in de parochie en dit ging gepaard met festiviteiten en een optocht.

### Verdere geschiedenis
In 1961 begon de kerk geleid te worden door kapucijnen. In de daaropvolgende periode nam het aantal kerkgangers af, waardoor het kerkbestuur besloot de naastgelegen pastorie te verhuren. In 1988 werd de kerk verbouwd naar ontwerp van architect Theo Fijen onder leiding van pastoor Ed van den Berge. Het deel van het schip bij de ingang werd afgescheiden van de rest en werd omgebouwd tot een ontmoetingsruimte, kantoor en kapel, die gewijd is aan pater Pio. Datzelfde jaar werd de Gerardus Majellakerk een bedevaartsplaats voor pater Pio. Sinds 1988 wordt er elke tweede dinsdag van de maand een ceremonie gehouden in de Pio-kapel, die zich links van de ingang bevindt. In de kapel is plaats voor 70 mensen en er is een schilderij van pater Pio. Toen het Meertens Instituut eind jaren 90 alle bedevaartsoorden in Nederland in kaart bracht, beschreef het de kerk als een van vier zulke plaatsen in Tilburg.
Toen pastoor Van den Berge met pensioen ging, werd hij niet opgevolgd door een nieuwe pastoor maar door een diaken. Een jaar later fuseerden de parochies St. Gerardus Majella en Lidwina tot de parochie "Lidwina Gerardus Majella". Die parochie ging in 2012 weer op in de nieuwe parochie "De Goede Herder". Een terugloop in het aantal leden in Tilburgse kerken zorgde ervoor dat een aantal kerken gesloten werden. Het bisdom 's-Hertogenbosch besloot echter in 2013 dat de Gerardus Majellakerk open zou blijven en noemde als reden het belang van een kerk in de arbeidersbuurten.

## Architectuur

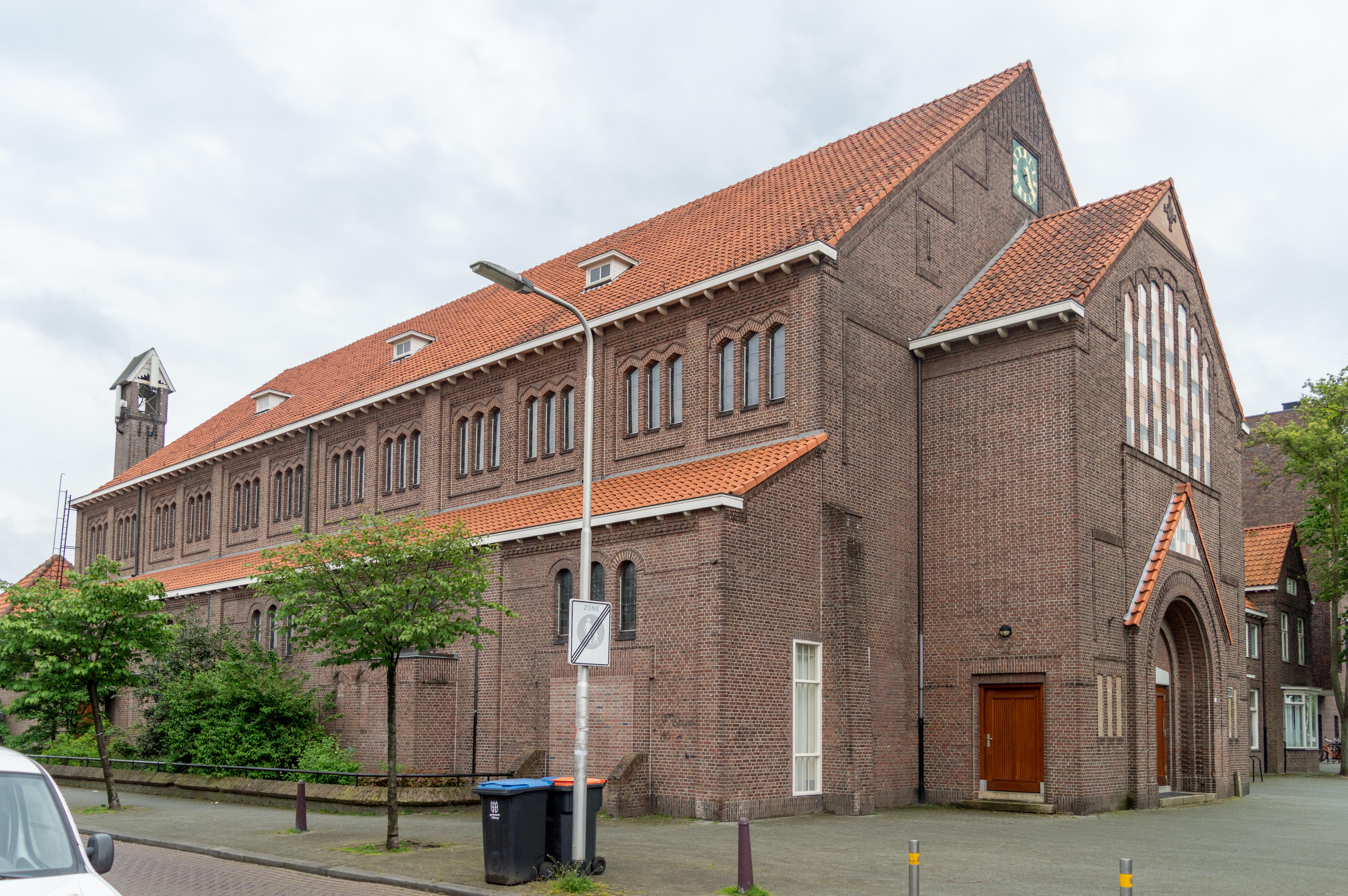
Zij- en voorgevel in 2019

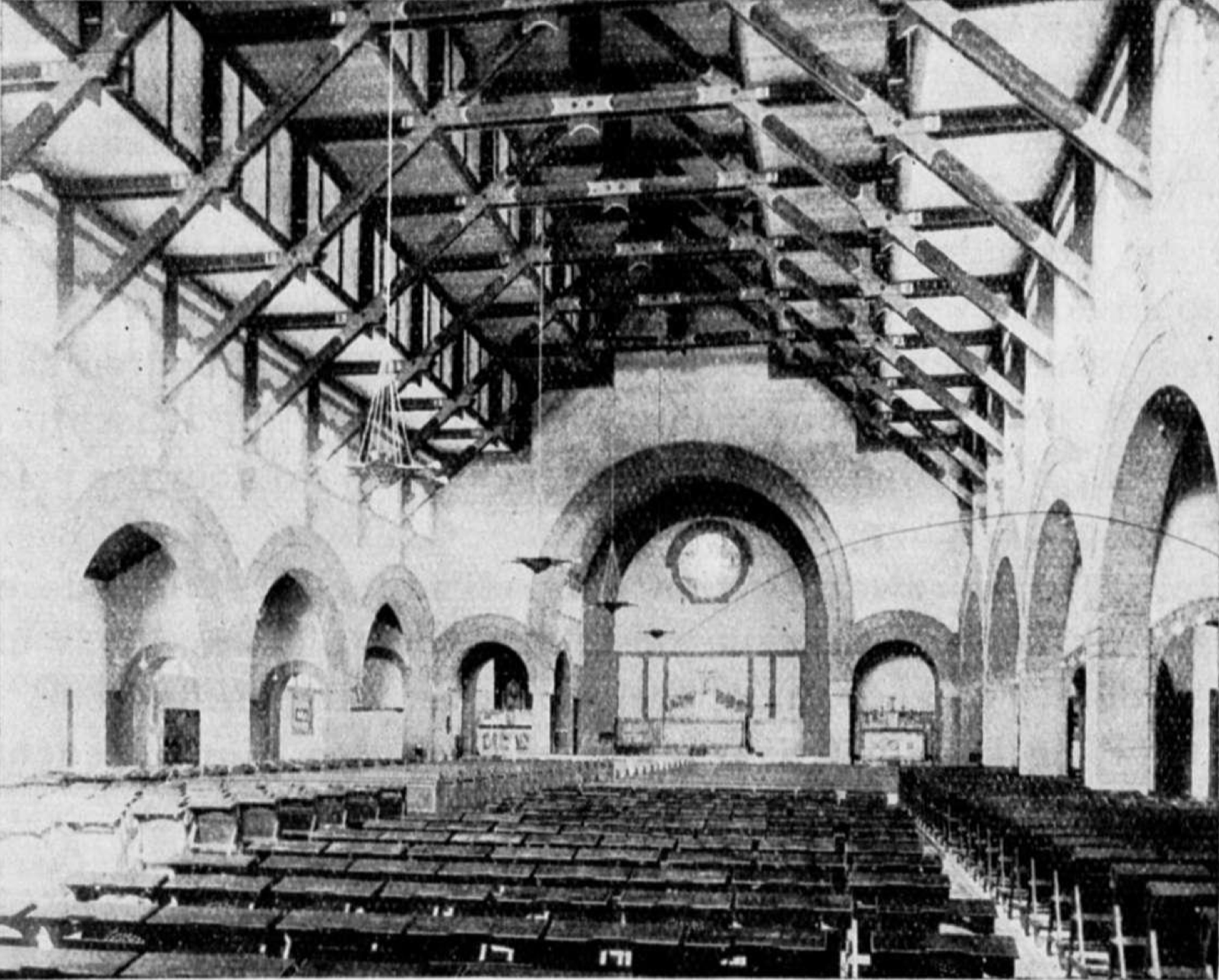
Het interieur kort na de oplevering 1923

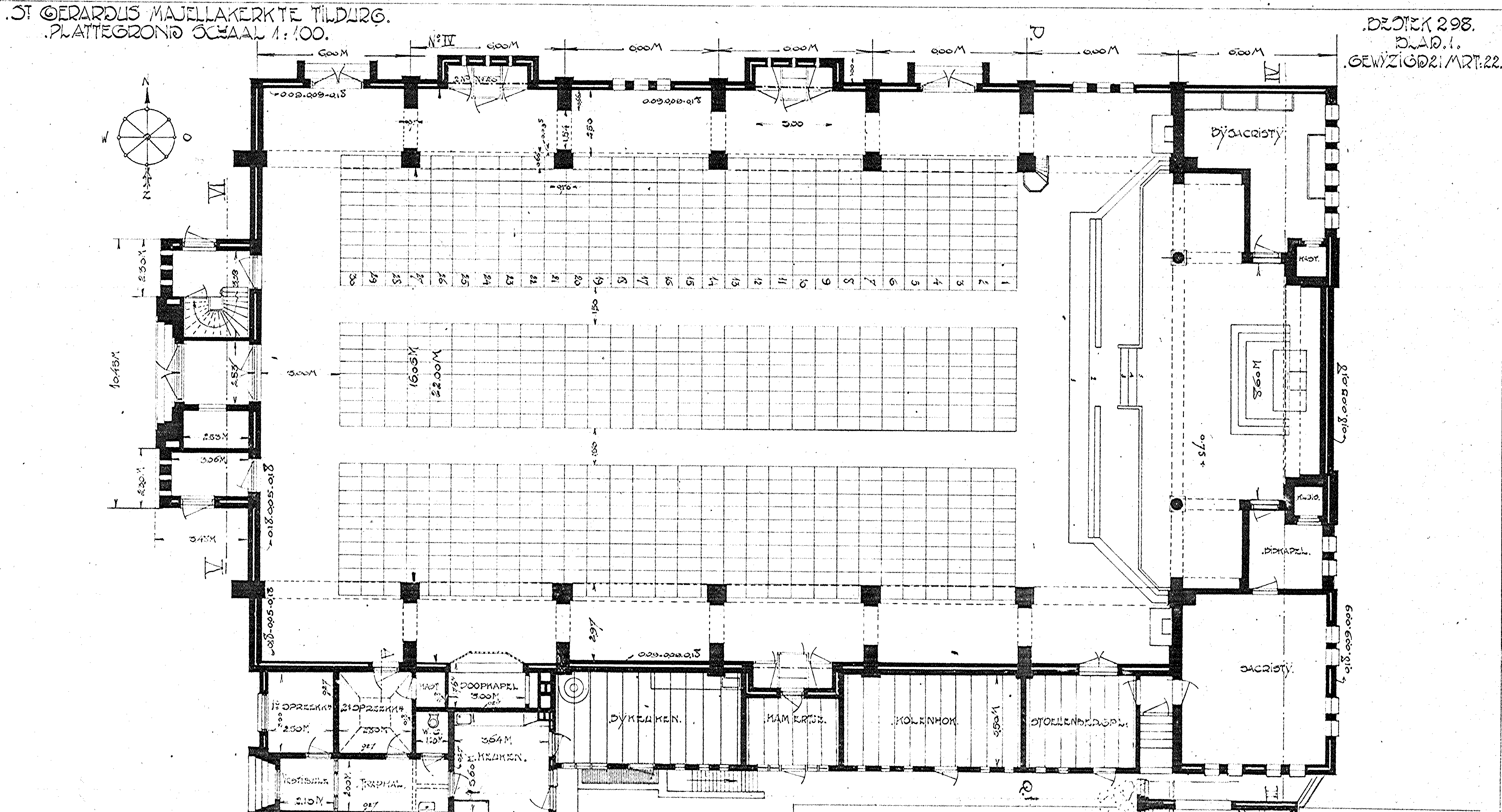
Plattegrond van de kerk uit 1922

De Gerardus Majellakerk heeft de plattegrond van een basiliek met de ingang aan de westkant. De muren bestaan uit bakstenen en het dak is van hout. In de voorgevel is een klok verwerkt. Het grootste onderdeel van de kerk is het schip, dat een lengte van 35,5 meter en een breedte van 16 meter heeft en bedekt is met een zadeldak met rode dakpannen. Aan weerszijden bevinden zich lagere zijbeuken, die van het schip gescheiden worden door pijlers, die bogen ondersteunen. Boven in het schip zitten kleine ramen. De zijbeuken zijn relatief smal om zo het aantal zitplaatsen te vergroten.
Het schip is van binnen versierd met muurschilderingen en het plafond heeft drie verschillende hoogtes, die met elkaar worden verbonden door verticale wanden. De houten spanten, die het dak ondersteunen, zijn zichtbaar in het interieur en de verbindingen zijn felgekleurd. Sinds 1988 is een deel van het schip gescheiden van de rest. In dat deel bevinden zich een ontmoetingsplaats, een kantoortje en een kapel. Op het dak van deze scheiding zijn stoelen voor zangkoren.
Een grote boog vormt de scheiding tussen het schip en het priesterkoor. Deze boog wordt gedragen door zandstenen zuilen en wordt geflankeerd door twee kleinere bogen. Het koor heeft een gewelf. Er zijn sacristieën aan beide kanten van het koor met schilddaken en deze geven de kerk een bijna rechthoekige plattegrond. In de achtergevel bevinden zich een kruis en een roosvenster met daarop Maria, die een jonge Jezus naar boven houdt. Ook staat in het glas "Ik zal vijandschap stellen tusschen U en de Vrouw", een Bijbelcitaat uit Genesis 3:15.

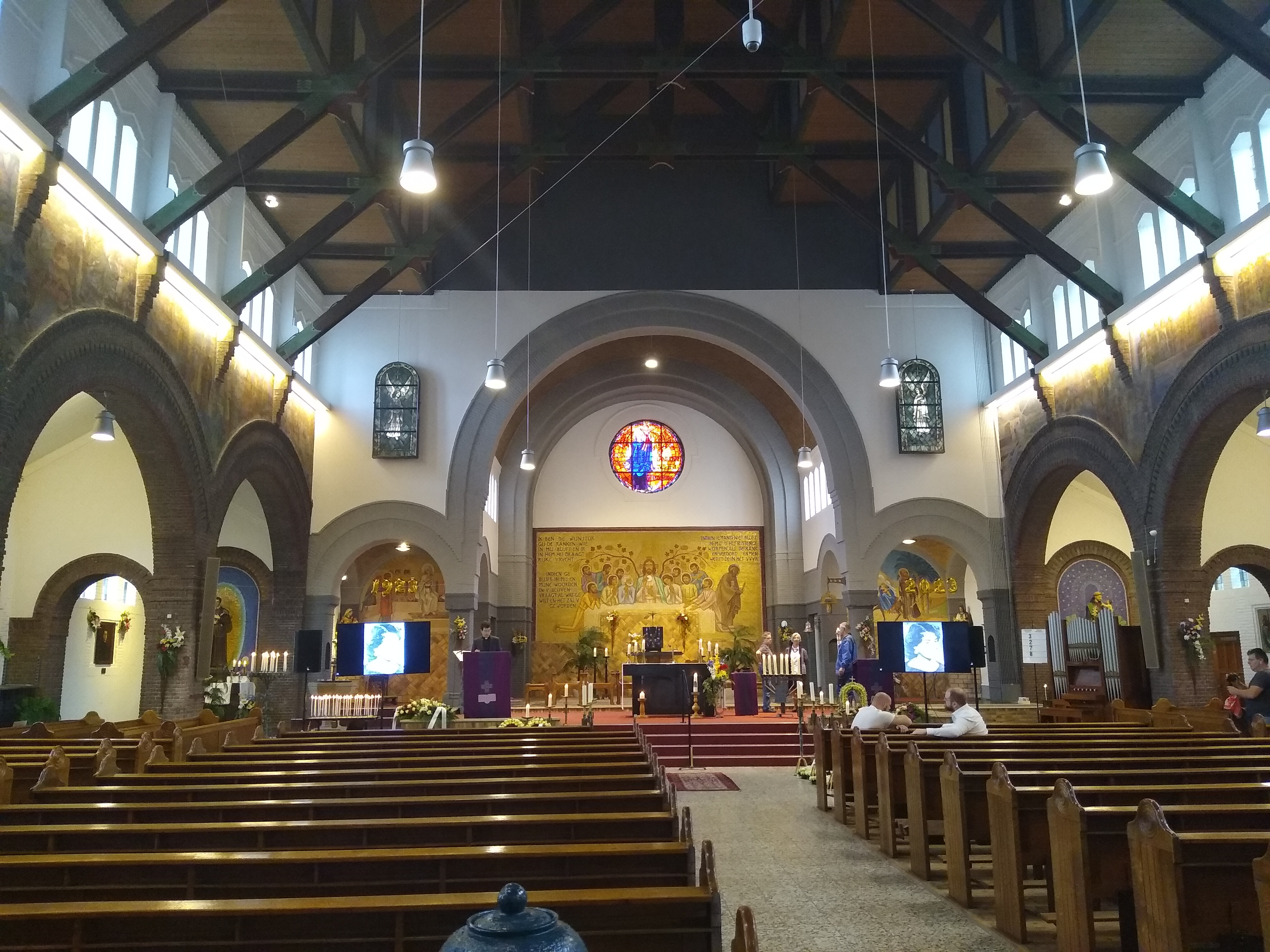
Interieur, 2023

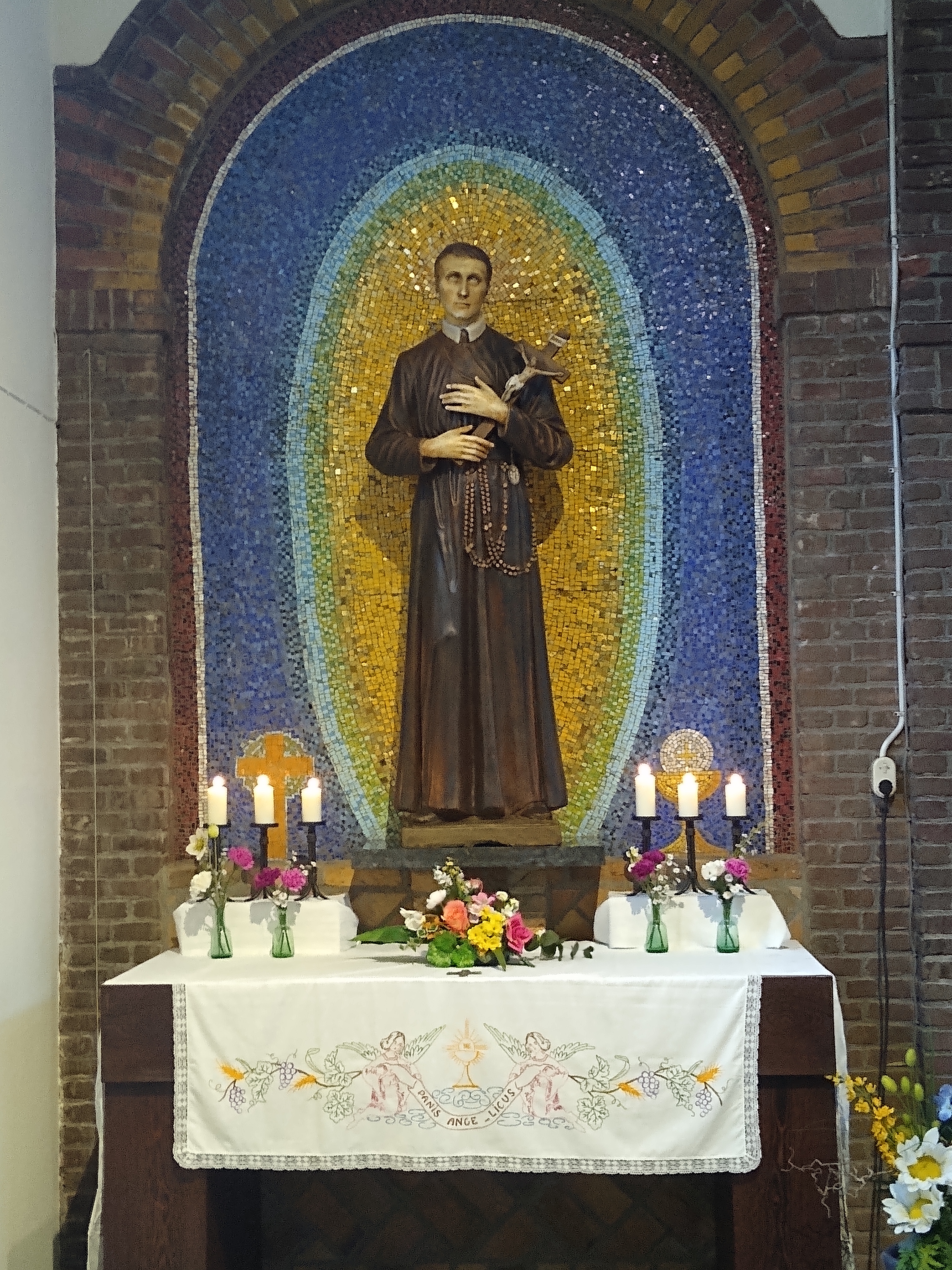
Gerardus Majella

Aan de achterkant van de Gerardus Majellakerk staat een klokkentoren, die ongeveer net zo hoog is als het schip en twee klokken draagt. De architect Joseph Cuypers suggereerde in een artikel in de Nieuwe Tilburgsche Courant dat de kerk later nog uitgebreid kon worden met een kerktoren aan de noordkant, die hij niet in het ontwerp kon opnemen. Deze is echter nooit gebouwd.
De pastorie met drie verdiepingen staat aan de zuidwestkant van de kerk en is verbonden met het gebouw. Zij is door dezelfde architect ontworpen en gelijktijdig gebouwd.

### Orgel
Het hoofdorgel stamt uit 1929 en is gebouwd door Valckx & Van Kouteren. Het pijporgel heeft een pneumatische tractuur. De Gerardus Majellakerk heeft ook een koororgel met mechanische tractuur van Elbertse Orgelmakers uit 1973. Dat laatste orgel bevond zich oorspronkelijk in de Tilburgse Margarita Maria Alacoquekerk, maar verhuisde in 2016 naar de Gerardus Majellakerk vanwege de sluiting van die eerste kerk.
De dispositie van het hoofdorgel is als volgt:
| Manuaal I       |        |
| Prestant        | 016'   |
| Prestant        | 08'    |
| Roerfluit       | 08'    |
| Salicionaal     | 08'    |
| Octaaf          | 04'    |
| Fluit octaviant | 04'    |
| Quint           | 02/3'  |
| Mixtuur         | 03 st. |
| Octaaf          | 02'    |
| Trompet         | 08'    |

| Manuaal II     |        |
| Zacht gedekt   | 016'   |
| Viool prestant | 08'    |
| Holpijp        | 08'    |
| Concertfluit   | 04'    |
| Nasard         | 02/3'  |
| Woudfluit      | 02'    |
| Terts          | 013/5' |
| Basson Hobo    | 08'    |

| Pedaal      |      |
| Violon      | 016' |
| Subbas      | 016' |
| Zachtgedekt | 016' |
| Octaafbas   | 08'  |
| Gedektbas   | 08'  |
| Bazuin      | 016' |

Koppelingen
- Manuaal I + Pedaal
- Manuaal I + Manuaal II
- Manuaal II + Pedaal
- Superoctaaf I + II
- Sub octaaf I + II
- Oct. koppel - Pedaal

Speelhulpen
- Generaal Crescendo
- Zwelwerk Manuaal II

Het koororgel heeft de volgende dispositie:
| Manuaal   |               |
| Prestant  | 08'           |
| Bourdon   | 08'           |
| Quint     | 0af. c' 22/3' |
| Terts     | 0af. c' 13/5' |
| Prestant  | 02'           |
| Roerfluit | 04'           |

## Gemeenschap
Het kerkblad heet "De Brug" en heeft eerder ook "De Trouwring" geheten. De kerkgemeenschap heeft zowel een mannen- als een vrouwenkoor. Het mannenkoor heeft de naam "Zangkoor Trouwlaan" en werd heropgericht in 1943 en het vrouwenkoor heeft de naam "Sursum Corda" en komt uit 1963.

## Pastoors

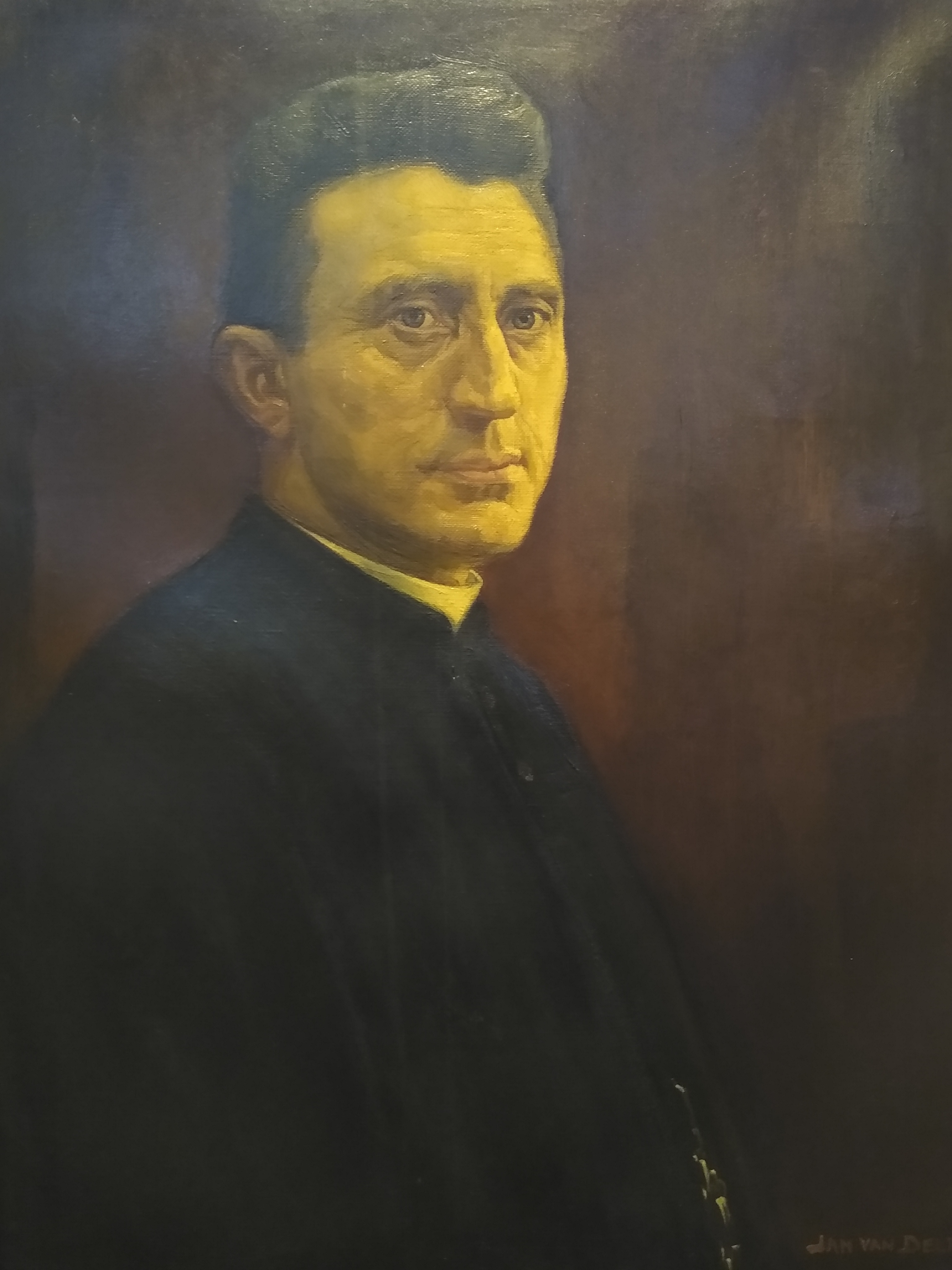
Pastoor Vroomans

De volgende pastoors hebben de parochie St. Gerardus Majella geleid:
- Petrus Vroomans (1921–1922)
- Adrianus Verschure (1922–1945)
- P. G. Hamers (1945–1946)
- C. H. M. Damen (1946)
- J. H. J. van den Heuvel (1946–1961)
- Chrysostomus de Bont (1961–1968)
- Fabius Beelen (1968–1969)
- Eymard Bouwmans (1969–1977)
- Jan Jansen (1977–1978)
- Dyonisius Schoenmakers (1978–1986)
- Ed van den Berge (1986–2001)

Van den Berge werd opgevolgd door een diaken en was de laatste pastoor van de parochie.